# جول داسين
جول داسين (بالفرنسية: Jules Dassin)‏ هو كاتب سيناريو ومنتج أفلام ومخرج وممثل أمريكي وفرنسي ويوناني، ولد في 18 ديسمبر 1911 بميدلتاون في الولايات المتحدة، وتوفي في 31 مارس 2008 بأثينا في اليونان بسبب إنفلونزا. بدأ مشواره المهني سنة 1934، ومن الجوائز التي نالها جائزة أفضل إخراج.

## أعمال

### أفلام
- (1948) المدينة العارية
- (1960) لا يمكن يوم الأحد
- (1964) توبكابي

## جوائز وترشيحات
جوائز
- جائزة أفضل إخراج

ترشيحات
- جائزة الأوسكار لأفضل كتابة، عن عمل: لا يمكن يوم الأحد
- جائزة الأوسكار لأفضل مخرج، عن عمل: لا يمكن يوم الأحد
- جائزة توني عن فئة أفضل إخراج لمسرحية موسيقية [الإنجليزية]‏ (1968)

## وصلات خارجية
- جول داسين على موقع IMDb (الإنجليزية)
- جول داسين على موقع الموسوعة البريطانية (الإنجليزية)
- جول داسين على موقع روتن توميتوز (الإنجليزية)
- جول داسين على موقع مونزينجر (الألمانية)
- جول داسين على موقع ألو سيني (الفرنسية)
- جول داسين على موقع تيرنر كلاسيك موفيز (الإنجليزية)
- جول داسين على موقع أول موفي (الإنجليزية)
- جول داسين على موقع قاعدة بيانات برودواي على الإنترنت (الإنجليزية)
- جول داسين على موقع قاعدة بيانات الأفلام السويدية (السويدية)
- جول داسين على موقع إن إن دي بي (الإنجليزية)